# Beta Leonis Minoris
Beta Leonis Minoris (β LMi) – gwiazda w gwiazdozbiorze Małego Lwa, znajdująca się w odległości około 154 lat świetlnych od Słońca. Jest to jedyna gwiazda tego gwiazdozbioru nosząca oznaczenie Bayera.

## Charakterystyka
Jest to gwiazda podwójna, której składniki można rozdzielić za pomocą interferometrii. Jaśniejszy (β LMi A) to żółty olbrzym należący do typu widmowego G8, słabszy (β LMi B) jest sklasyfikowany jako gwiazda ciągu głównego o typie widmowym typu widmowego F8, ale jest to raczej podolbrzym. Gwiazdy mają temperatury odpowiednio 5075 i 6200 K, ich jasności są odpowiednio 36 i 5,8 razy większe niż jasność Słońca. Olbrzym ma promień tylko 7,8 razy większy niż promień Słońca (niewiele jak na tę klasę jasności) i około dwukrotnie większą masę, jego towarzysz ma promień dwukrotnie większy niż Słońce i masę zaledwie o 35% wyższą niż masa Słońca. Masywniejsza gwiazda prawdopodobnie zaczęła życie jako przedstawicielka typu widmowego A i jako pierwsza stała się olbrzymem; w przyszłości obie gwiazdy zakończą życie jako białe karły.
Składniki okrążają wspólny środek masy co 38,62 roku, dzieli je w przestrzeni odległość zmieniająca się od 5,4 do 27 au (średnio 16,25 au). Mają obserwowaną wielkość gwiazdową odpowiednio 4,62 i 6,04m.